# Джиндл, Бобби
Пиюш Амрит «Бобби» Джиндл (англ. Piyush Amrit «Bobby» Jindal; род. 10 июня 1971, Батон-Руж, штат Луизиана) — политический деятель США, губернатор штата Луизиана (14 января 2008 — 11 января 2016).

## Семья
Родился в семье иммигрантов из Индии; отец — Амар Джиндл, инженер. Мать — Радж Джиндл, директор по информационным технологиям департамента труда штата Луизиана. Ранее его родители проживали в городе Малер-Котла в индийском штате Пенджаб, но переехали в США, где его мать поступила учиться в Университет штата Луизиана по специальности ядерная физика. Был назван индийским именем Пиюш, но с детства (с 1975 года) называет себя Бобби — в честь одного из персонажей телевизионного шоу The Brady Bunch («Семейка Брейди»). Первоначально исповедовал индуизм, но затем принял католицизм. С детства симпатизировал Республиканской партии — большое влияние на него оказала деятельность президента Рональда Рейгана.
Жена — Саприя, урождённая Джолли (род. 1972). В семье трое детей — Селия Элизабет, Шаан Роберт и Слейд Раян (род. 2006), роды которого Джиндлу пришлось принимать самому, так как врачи не успели приехать по вызову. Джиндл и его семья являются вегетарианцами.

## Образование
Окончил среднюю школу в Батон-Руже (1987), Брауновский университет (1991, с отличием), где специализировался в области биологии и публичной политики. Получил престижную стипендию Родса для обучения в Оксфордском университете (Великобритания), который окончил в 1994, получив диплом в области политических наук.

## Управленческая деятельность
В 1994—1995 годах работал консультантом в консалтинговой фирме McKinsey & Company, где в числе его клиентов были 500 компанией, в том числе фирма индийского металлургического магната Лакшми Миттала. Несмотря на имевшуюся возможность, отказался продолжить образование на медицинских факультетах или в юридических школах Гарвардского и Йельского университетов, и в 1996 году стал секретарём (руководителем) департамента здравоохранения и больниц штата Луизиана. Под началом 25-летнего менеджера, оказалась крупнейшее ведомство штата, насчитывавшее более чем 12 000 служащих и с бюджетом, превышающим $4 млрд, однако находившееся в состоянии тяжёлого кризиса. За три года с помощью жёстких мер добился не только ликвидации дефицита бюджета своего учреждения в размере $400 млн, но и достижения профицита в $220 млн. Подвергался критике со стороны профсоюзов за закрытие ряда клиник в ходе борьбы с дефицитом. В 1998 он одновременно возглавил национальную двухпартийную комиссию по перспективам бесплатной медицинской помощи в составе 17 членов, которая была создана для разработки плана реформирования бесплатной медицины.
В 1999 году Джиндл был назначен президентом системы университетов Луизианы, объединяющей государственные университеты штата (16-я по величине в США; примерно 80 тысяч студентов в год) — был самым молодым администратором, занимавшим этот пост. С 2001 (назначен на свой пост президентом Джорджем Бушем в марте, а утверждён Сенатом США 9 июля) по 21 февраля 2003 он являлся помощником министра здравоохранения и социальных служб США по вопросам планирования и оценки.

## Политическая деятельность
В 2003 году покинул федеральную службу для того, чтобы баллотироваться на пост губернатора штата Луизиана. В первом туре двухтуровых выборов 2003 (согласно законодательству штата, второй тур назначается, если ни один из кандидатов не получил свыше 50 % голосов избирателей, принявших участие в выборах), Джиндл опередил остальных кандидатов, набрав 33 % голосов. Однако во втором туре он проиграл кандидату от Демократической партии Кэтлин Бланко (48 % против 52 % голосов).
В 2004 году Джиндл был избран членом Конгресса США от первого округа Луизианы, получив 78 % голосов. В 2006 году он был переизбран на новый срок с ещё лучшим результатом — 88 % голосов. Был членом комитета по безопасности, комитета по ресурсам, комитета по образованию и трудовым ресурсам, заместителем председателя подкомитета по предотвращению ядерных и биологических атак.
Последовательный консерватор, сторонник частного медицинского страхования (и мер, помогающих малообеспеченным слоям населения приобретать такую страховку), сокращения налогов и отмены моратория на добычу нефти и газа на континентальном шельфе США (за что подвергался критике со стороны экологов). Выступал за преподавание в общественных школах, наряду с теорией эволюции, и теории божественного происхождения жизни. Противник абортов, государственного финансирования исследований в области стволовых клеток, запретов на оружие, а также квот и процентных норм для национальных меньшинств.

### Губернатор Луизианы
В 2007 году губернатор Кэтлин Бланко, чьи действия во время ликвидации последствий урагана «Катрина» вызвали резкую критику со стороны общественности, не баллотировалась на второй срок. Джиндл вновь выдвинул свою кандидатуру. В начале избирательной кампании против него использовались «грязные технологии» — на телевидении были показаны рекламные ролики, в которых кандидат обвинялся в неприязни к протестантизму. Однако они вызвали возмущение значительной части избирателей и были дезавуированы.
20 октября 2007 года победил в первом же туре, получив 54 % голосов избирателей. На момент вступления в должность являлся самым молодым губернатором США (и вторым по этому критерию губернатором за всю историю США). Первый губернатор США южноазиатского происхождения, второй губернатор в истории США, принадлежащий к азиатской общине. Второй губернатор Луизианы, не принадлежащий к белой общине — первым был афроамериканец Пинчбек, ставший губернатором после импичмента своего предшественника и возглавлявший штат в 1872—1873 в период так называемой «Реконструкции», когда значительная часть белой элиты штата была исключена из политической жизни за участие в Гражданской войне на стороне южан.
В ходе избирательной кампании активно выступал за борьбу с коррупцией — одной из основных проблем Луизианы — и усиление подотчётности чиновников штата. Став губернатором, созвал законодательное собрание штата на специальную сессию с тем, чтобы принять законодательство по борьбе с коррупцией и повышении прозрачности деятельности чиновников. Center for Public Integrity высоко оценил новый закон — 99 из 100 баллов — считая его одним из лучших законодательных актов штатов в данной сфере (ранее Луизиана получила в рейтинге этого Центра лишь 43 балла — пятый с конца результат). Во время второй специальной сессии были приняты законы, направленные на изменение налоговой системы штата с целью повышения его инвестиционной привлекательности и стимулирования развития бизнеса. В июне 2008 года подписал закон штата, позволяющий критиковать теорию эволюции и другие доминирующие научные теории в образовательном процессе, предложенный религиозными организациями и Discovery Institute Закон вызвал протесты в научном сообществе, многие представители которого считают его серьёзной угрозой для образования.
Джиндл выдвинул детализированные планы по преобразованию здравоохранения, образования и транспортной системы штата, поощрения развития трудовых ресурсов и продолжения восстановительных работ в районах, пострадавших от ураганов «Катрина» и «Рита».
Весной 2008 года в американских СМИ активно обсуждался вопрос о возможности выдвижения кандидатуры Джиндла на пост вице-президента США от Республиканской партии. 23 июля 2008 он сделал заявление о том, что не собирается участвовать в выборах и будет помогать Джону Маккейну только в качестве республиканского губернатора Луизианы.